# Legos (Ledro)
Legos è un nucleo storico del centro abitato di Molina di Ledro, nel comune di Ledro in provincia autonoma di Trento.

## Storia
Legos è stato un comune italiano istituito nel 1920 in seguito all'annessione della Venezia Tridentina al Regno d'Italia. Nel 1928 è stato aggregato al comune di Molina di Ledro.

## Monumenti e luoghi d'interesse
- Chiesa della Santissima Trinità